# Kurzaków
Kurzaków – przysiółek wsi Mzurowa położony w województwie świętokrzyskim, w powiecie jędrzejowskim, w gminie Sobków.
W latach 1975–1998 miejscowość administracyjnie należała do województwa kieleckiego.